# Ernst Martin Chladni
Ernst Martin Chladni (auch Chladenius; * 6. August 1715 in Wittenberg; † 4. März 1782 ebenda) war ein deutscher Jurist.

## Leben
Ernst Martin wurde als Sohn des Professors der Theologie Martin Chladni und seiner Frau Charitas, die Tochter des Schandauer Pfarrers Justus Siber, geboren. Chladni erhielt Unterricht von Privatlehrern und von seinem Bruder Johann Martin Chladni. Mit dreizehn Jahren bezog er die kurfürstliche Landesschule Pforta, wo er unter dem Rektorat Friedrich Gotthilf Freytags umfangreiche Kenntnisse in den Sprachen, der Geschichte, den klassischen Schriftstellern, kurz der ganzen Palette der Artes liberalis erwarb. 
Nachdem er sich sechs Jahre auf dem Gymnasium ausbilden lassen hatte, bezog er die philosophische Fakultät an der Universität Wittenberg. Seine Lehrer waren Andreas Mayer, Johann Matthias Hase und Johann Friedrich Weidler. Vor allem von Georg Matthias Bose lernte er die Zusammenhänge der Naturlehre kennen und wurde täglicher Tischgänger bei ihm. Bald aber konzentrierte er sich unter Johann Wilhelm Hoffmann auf ein Studium der Rechtswissenschaften. Dabei beschäftigte er sich vor allem mit der Rechtsgeschichte. So interessierten ihn die menschlichen Schicksale und gesellschaftlichen Veränderungen, da oft jene die Triebfeder boten, neue Gesetze zu schaffen. 
Nach dem Tod von Hoffmanns wechselte er vollständig in die juristische Fakultät über. Er besuchte die Vorlesungen von Broke, Albinus, Christoph Ludwig Crell, Leonhard Ludwig Mencke, Gebhard Christian Bastineller und Augustin Leyser. 1738 erhält er Hofmeisterstelle bei einer aus der Lausitz stammenden Edeldame und wendet sich weiter dem Studium zu. So hatte er sich nach und nach, die gesamten Gebiete der Rechtswissenschaften erschlossen. Unter dem Hofrat Andreas Florenz Rivinus  promovierte er am 21. November 1743 zum Doktor beider Rechte. Chladni erwarb sich am 31. März 1744 die Vorleseerlaubnis für Hochschulen als Magister legens und wurde unter dem Vorsitz von Bose am 30. April desselben Jahres Magister an der philosophischen Fakultät.
1746 wird er Professor des Lehnrechts berufen, damit verbunden wurde er außerordentlicher Beisitzer in der Juristenfakultät und außerordentlicher Beisitzer am Wittenberger Hofgericht. Da die sächsischen Behörden in Dresden rieten ihn für die Universität zu erhalten, obwohl seine Vorlesungen wenig Beifall fanden, erhielt er nach dem Tod Augustin Leyser 1752 die Stelle eines ordentlichen Professors der Instituten und damit verbunden wurde er ordentlicher Beisitzer im Hofgericht und am Schöppenstuhl in Wittenberg.
Nachdem er 1754 Assessor des Landgerichts der Niederlausitz wurde, stieg er 1759 in der Hierarchie der Juristenfakultät als Professor der Pandekten auf und übernahm damit einen Beisitz im geistlichen Konsortium der Universität. Ein weiter Aufstieg erfolgte 1763 als Professor der Dekretalen. Damit verbunden wurde er zum kursächsischen Hof und Justizrat ernannt, wurde Direktor des Wittenberger Konsortiums, erster Beisitzer am Hofgericht, sowie Schöppenstuhl und Ordinarius der Juristenfakultät. Die an ihn ergangenen Berufungen an die Universitäten Greifswald, Helmstedt, Göttingen, Marburg, Halle und ein hohes Amt in Danzig lehnte er genauso ab wie die Stelle eines Reichshofrats in Wien, die verbunden mit einem Reichsadelstand war. Er war Mitglied der lateinischen Gesellschaft der Universität Jena und Greifswald, Mitglied der Akademie der Wissenschaften in Berlin.
Chladni hat sich auch an den organisatorischen Aufgaben der Akademie beteiligt, er war zehn Mal Dekan der juristischen Fakultät und hatte auch als Rektor der Hochschule in den Sommersemestern 1757 und 1763 fungiert.

## Familie
Chladni hatte sich zwei Mal verheiratet. Seine erste Ehe schloss er mit Johanna Sophia (* 10. Mai 1735 in Wittenberg; † 6. März 1761 ebenda), der Tochter des Hofgerichtsprotonotars und späteren Advokaten am Wittenberger Konsistorium Johann Gottlieb Clement (* 9. November 1692 in Großbothen(?) † 24. Dezember 1759 in Wittenberg) und dessen Frau Anna Sophia, die Tochter des Johann Christoph Wichmannshausen. Aus dieser Ehe ist der Sohn Ernst Florens Friedrich Chladni bekannt. Nach dem Tod seiner ersten Frau heiratete er einige Jahre später Elisabeth Johanna Charlotte (1725–1801), die Witwe des herzoglich württembergischen Hofrates und Erbherrn auf Genthe Herr Meinecke.

## Werke
1. Delineatio aequitatis practoriae. Wittenberg 1737
2. Distriba de gentilitate sive iuribus gentilitiis veterum Romanorum. Wittenberg 1738 erschien auch bereichert unter dem Titel De gentilitate veterum Romanoruni Liber singulam, in quo cum iura, turn historia et fata lamiliarum Romanarum, fide scriptorum, leguin, numismatum, marmorum, aliorumque monumentorum antiquorum illustrantur et cxplicantur. Leipzig 1742
3. Epistola do civilitate ecclcsiastica. Wittenberg 1738
4. Pingvedinem remediorvm ivris exponit ... Bossoegel, Wittenberg 1740. (Digitalisat)
5. De gentilitate seu juribus gentilitiis veterum Romanorum diatriba Wittenberg 1738 auch unter dem Titel De gentilitate veterum Romanorum liber singulares. Leipzig 1742
6. Commentatio prima de Senatus - Consulto tacito, ex Antiquitate Romana. Wittenberg 1743
7. Commentatio altera de Senatus - Confulto tacito, ex Antiquitate Romana; in qua sententia nuper exprompta ampliatur et illuitratur. Wittenberg 1743
8. Diss. inaug. (Paes. Andr. Flor. Rivino) de debitore delicato in contrario siduciae iudicio, ex mente Ulpiani ad L. 25. D. de pignor. act. Wittenberg 1743
9. Diss. De senatusconsulto tacito. Wittenberg 1743
10. Progr. aditiale de Altaragio eiusquc infeudatione, side canonum scriptorum, praesertim rei diploutaticae. Wittenberg 1747
11. Oratio de gentis Zalusciae oracula rei literariae auspicatissimima. Wittenberg 1747
12. Oratio aditialis de ambitu elegantioris iurisprudentiae. Wittenberg 1747
13. De Gentis Zalusciae oraculis reí litterariae auspicatissimis; Oratio, Varsaviae in certamine litterario recitata. Wittenberg 1747
14. Gratulatio, Bibliothecae Zalusciae dedicatio ipsa, die Augusto in fastis sacra celrbranda. Wittenberg 1747
15. Progr. de abusu Bullae Brabantinae, ad illustrandum Pacis Westphalicae Articulum IX. 1. Wittenberg 1748
16. Oratio saecularis, in qua demonstratur, Pacem Westphalicam plane inter excmpla haberi. Wittenberg 1748
17. Tractatio, diplomata protectoria intelligi salva iurisdictiona ordinaria cum legum Imperii fundamentalium, tum Actorum publicorum side, praesertim Vero authentica Augustissimorum Caesarum interpretationc firmata. Wittenberg 1750
18. Diss. de iure viduae Doariac, an fit jnerns ufusfructui? Wittenberg 1751
19. Diss. de litteris piomotorialibus Caefarum. Wittenberg 1751
20. Diss. de iure Phasianorum eorumque banno; vom Recht der Fasanen und Fasanengeheege. Wittenberg 1752
21. Diss. de feudis poenae von Straflehen. Wittenberg 1754
22. Diss. ex doctrina de Regalibus capita quaedam. Wittenberg 1757
23. Diss. ex doctrina de compensationibus, controversa quaedam capita. Wittenberg 1757
24. Diss. Singularia quaedam de Svndicis, et instrumento Syndicatus. Wittenberg 1757
25. Diss. de Rescriptís moratoriis, cursum usurarum non sistentibus: von den Anstandsbriefen, welche den Lauf der Interessen nicht hemmen. Wittenberg 1757
26. Diss. de inititotione heredis cum maledicto; ad L. 9. §. 8. D, de hered. instit. et L. 48. 1. cod. tit. Wittenberg 1759
27. Diss. de alimentis capita quaedam selecta. Wittenberg 1759
28. Diss. de fama capita quaedam felecta. Wittenberg 1759
29. Diss. de obligatione litteras feudi reversales daudi coheredibus. Wittenberg 1761
30. Diss. de vitrico, tutore privigni minus suspecto. Wittenberg 1761
31. Diss. Observationes quaedam de pacto obstagi. Wittenberg 1761
32. Diss. ex doctrina de Rescriptis Principum capita quaedam controversa. Wittenberg 1762
33. Diss. de homagio reali. Wittenberg 1762
34. Diss. ex doctrina de privilegiis capita quaedam controversa. Wittenberg 1763
35. Diss. de incrementis et iuribus mercaturae in Gemiania. Wittenberg 1763
36. Diss. de fideicommisso sub caussa conditionaliter concepta relicto; ex mente Q. Cervidii Scaevolae in L. 80. D. de condit. et deinonstr. Wittenberg 1765
37. Diss. ex doctrina de spoliis, capita quaedam controversa. Wittenberg 1765
38. Diss. ex doctrina de Arcbivis, capita quaedam controversa. Wittenberg 1765
39. Diss. ex doctrina de Magistratibus, capita quaedam controversa. Wittenberg 1765
40. Diss. de revercntia fori. Wittenberg 1767
41. Progr. de reverentia iudicis. Wittenberg 1767
42. Progr. Quanta fides tribuenda sit moribundo? Wittenberg 1767
43. Diss. ex doctrina de venatione, capita quaedam selecta. Wittenberg 1767
44. Diss. Observationes de compositione amicabili. Wittenberg 1768
45. Progr. de gente Claudia eiusque meritis in iurisprudentiam. Wittenberg 1770
46. Diss. de quaestione: An provocatio ex L. Diffamari in iudicio seculari institui possit, si caussa principalis sit ecclesiastica? Wittenberg 1773
47. Diss. de valore actuum cum se ipso. Wittenberg 1773
48. Diss. de iure applicationis. Wittenberg 1776